# Exotica (film)
Exotica è un film del 1994 scritto, diretto e prodotto da Atom Egoyan.
Presentato in concorso al 47º Festival di Cannes, ha vinto il Premio FIPRESCI.

## Trama
Exotica è uno strip club di Toronto in cui, oltre alle consuete esibizioni che le ragazze del locale eseguono sul palco, per cinque dollari si può ottenere uno spogliarello privato al proprio tavolo. Uno dei clienti abituali è Francis, un esattore fiscale di mezza età che frequenta il locale ogni due giorni, richiedendo sempre al proprio tavolo la presenza della sensuale Christina. Il loro rapporto va però al di là di ciò che di solito s'instaura con i clienti: la ragazza infatti sembra conoscerlo da tempo e le sue prestazioni sembrano servire a placare in qualche modo le sofferenze dell'uomo, dovute alla morte della moglie e della figlia, a cui questi rifiuta ostinatamente di rassegnarsi.
Un giorno Eric, DJ del locale ed ex amante di Christina, infastidito da questo strano rapporto tra i due, spinge Francis a toccarla ma, essendo ciò rigorosamente vietato, l'uomo viene immediatamente cacciato dal locale dallo stesso Eric, che gli intima di non farvi più ritorno. Quest'allontanamento da Christina, sua ultima ancora di salvezza, spinge Francis a vendicarsi con la complicità estorta all'inizialmente riluttante Thomas, proprietario di un negozio di animali che importa clandestinamente uova di uccelli e presso cui ha in corso una verifica contabile, promettendogli un ammorbidimento nell'esito della stessa e di non procedere contro i suoi redditizi traffici illegali.

## Riconoscimenti
- Festival di Cannes 1994
  - Premio FIPRESCI
- Seminci 1994
  - Espiga de plata